# غونزالو ألفاريس
غونزالو ألفاريس (بالإنجليزية: Gonçalo Álvares) كان مستكشفًا برتغاليًا شارك بنشاط في عصر الاستكشاف، بدءًا من الرحلة الثانية لديوغو كاو.